# Гросу Аліна Михайлівна
Аліна Михайлівна Гросу (рум.Alina Grosu,нар. 8 червня 1995, Чернівці, Україна) — українська співачка.

## Біографія
Узимку 1998 року брала участь у конкурсі «Міні Міс Україна» в категорії «Маленька панночка-талант». У віці 7 років переїхала з Чернівців до Києва і стала професійно працювати в шоу-бізнесі.
У співачки є 8 сольних альбомів. Третій альбом рос. «Море волнуется» став золотим.
Учасниця проєктів «Пісня року», «Дитяче Євробачення»; попспівачка, виступає як самостійно, так і в співпраці з іншими популярними музикантами.
У 2010 році екстерном закінчила 11-й клас Печерської гімназії № 75 в місті Києві. У 2010 році почала навчання у Всеросійському державному університеті кінематографії.
У 2017 році Гросу розірвала стосунки через розбіжність поглядів із Григорієм Лепсом.
У 2017 році змінила музичний напрямок та випустила низку танцювальних синглів: «Хочу я баса», «Вспоминать», «Последняя ночь». Успіх композицій підкріпився скандальними відеороботами, що набрали за добу понад 1 мільйон переглядів на YouTube. Початок 2018-го ознаменувався випуском нового синглу «Ложь» і релізом 6-го студійного альбому «БАС». З листопада 2018 року співачка виступає під новим сценічним псевдонімом GROSU та презентує новий сингл «Дикая». Ребрендинг артистки супроводжувався зміною іміджу на менш відвертий та поверненням у ліричну музику. На початку 2019 року GROSU представила ще два сингли з майбутнього альбому — «Любила» и «VOVA».
У 2021 року брала участь у музичному проектах «Маска» та «Співають всі!» на телеканалі «Україна».
12 березня відбувся реліз сьомого студійного іменного альбому "GROSU", до якого увійшло 17 треків.
Восени співачка вирушила до всеукраїнського туру зі своєю новою програмою «Непереможна». Концерти відбулися Вінниці, Сумах, Житомирі, Харкові, Дніпрі та Одесі. Фіналом першої частини туру став великий концерт у Києві 23 листопада 2021 року у палаці мистецтв «Україна».
28 лютого українська співачка представила свій восьмий студійний альбом «GROSU UA», до якого увійшло 10 композицій. Більшість пісень – це абсолютно новий матеріал, а також улюблені хіти, які отримали нове звучання та переклад українською мовою. Над адаптацією текстів особисто працювала сама виконавиця.
Весною 2023 року поїхала до США на навчання до Голлівудської школи акторської майстерності у Лос-Анджелесі.

## Родина
- Батько — Михайло Михайлович Гросу (4 серпня 1967, Чернівці) — працював у ПТУ майстром, інженером, потім податковим інспектором, пізніше став бізнесменом і депутатом Чернівецької міськради, має юридичну освіту[8][9].
- Мати — Ганна Андріївна Гросу, за освітою медсестра[10]; закінчила у 2010 році Державну академію керівних кадрів культури і мистецтв (режисерка театралізованих вистав та масових свят, викладачка); громадська діячка.
  - Зведений старший брат по матері — Роман Каланджій (нар. 1985), коли Аліні було 6 років, навчався в Чернівецькому політехнічному технікумі, має юридичну освіту, рієлтор, займається меблевим бізнесом[11].

## Відео
| Рік  | Відео                                                                              |  |
| ---- | ---------------------------------------------------------------------------------- |  |
| 1999 | «Лето» / «Літо»                                                                    |  |
| 2001 | «Рушничок»                                                                         |  |
| 2003 | «Бджілка»                                                                          |  |
| 2003 | «Лодочка» / «Човник»                                                               |  |
| 2003 | «Свобода»                                                                          |  |
| 2003 | «Мама»                                                                             |  |
| 2004 | «Беспризорный мальчишка» / «Безпритульний хлопчик»                                 |  |
| 2004 | «На 19 этаже» / «На 19 поверсі»                                                    |  |
| 2005 | «Море волнуется» / «Море хвилюється»                                               |  |
| 2006 | «Антарктические въюги» / «Антарктичні в'юги»                                       |  |
| 2006 | «Хочу шалить» / «Хочу пустувати»                                                   |  |
| 2008 | «Беспредел» / «Беззаконня»                                                         |  |
| 2008 | «Танцуют все» / «Танцюють всі»                                                     |  |
| 2009 | «Мокрые ресницы» / «Мокрі вії»                                                     |  |
| 2009 | «Мелом на асфальте» / «Крейдою на асфальті»                                        |  |
| 2010 | «Прости меня, моя любовь» / «Пробач мене, моя любов»                               |  |
| 2010 | «Мелом на асфальте» (feat. Лион) / «Крейдою на асфальті» (feat. Ліон)              |  |
| 2011 | «Давай запомним это лето» / «Давай запам'ятаємо це літо»                           |  |
| 2012 | «Взрослая» / «Доросла»                                                             |  |
| 2012 | «Бросай» / «Let Go» / «Кидай»                                                      |  |
| 2013 | «Твоей навеки» / «Твоїй навіки»                                                    |  |
| 2014 | «Тормоза»                                                                          |  |
| 2014 | «Три слова»                                                                        |  |
| 2015 | «Не забывай» / «Не забувай»                                                        |  |
| 2015 | «Ревную»                                                                           |  |
| 2015 | «Рождественская» / «Різдвяна»                                                      |  |
| 2016 | «Собак@»                                                                           |  |
| 2016 | «Алкоголь / Вне закона» / «Алкоголь/Поза законом»                                  |  |
| 2017 | «Хочу я баса»                                                                      |  |
| 2017 | «Вспоминать» / «Згадувати»                                                         |  |
| 2017 | «Последняя ночь» / «Остання ніч»                                                   |  |
| 2018 | «Ложь» / «Брехня»                                                                  |  |
| 2018 | «Найки»                                                                            |  |
| 2019 | «Дикая» / «Дика»                                                                   |  |
| 2019 | «Любила»                                                                           |  |
| 2019 | «VOVA»                                                                             |  |
| 2019 | «Грязные танцы» / «Брудні танці»                                                   |  |
| 2019 | «Непобедима» / «Непереможна»                                                       |  |
| 2019 | «Луна» / «Місяць»                                                                  |  |
| 2020 | «Арестован» / «Арештований»                                                        |  |
| 2020 | «Н. А. Р. К. О. Т. И. К. И.»                                                       |  |
| 2020 | «Голый Король» / «Голий Король»                                                    |  |
| 2021 | «Удержи меня» (OST «Двое над пропастью») / «Утримай мене» (OST «Двоє над прірвою») |  |
| 2021 | «Полотенце» (feat. POLYANSKIY) / «Рушник» (feat. POLYANSKIY)                       |  |
| 2021 | «Міріада»                                                                          |  |
| 2021 | «Малиновые губы» / «Малинові губи»                                                 |  |
| 2021 | «Чувства на кссетах» (feat. POLYANSKIY) / «Почуття на касетах» (feat. POLYANSKIY)  |  |
| 2022 | «Кохала»                                                                           |  |
| 2022 | «Лужок»                                                                            |  |
| 2022 | «Самотня зима»                                                                     |  |
| 2023 | «Грозами»                                                                          |  |
| 2023 | «Батьки»                                                                           |  |
| 2023 | «Звичка»                                                                           |  |
| 2023 | «Сумую»                                                                            |  |
| 2023 | «Ти не один»                                                                       |  |
| 2023 | «П'яний світанок»                                                                  |  |
| 2024 | «I Love you»                                                                       |  |
| 2024 | «Туман»                                                                            |  |
| 2024 | «Ломка»                                                                            |  |
| 2024 | «Малинові вуста»                                                                   |  |
| 2025 | «Реанімація»                                                                       |  |
| 2025 | «Літаєм» (feat. Don Maron)                                                         |  |

## Фільмографія
- 2007 — «Дуже новорічне кіно, або Ніч у музеї» (мюзикл; реж. Роман Бутовський) —  Червона шапочка
- 2009 — «День народження Аліси» (анімаційний; реж. Сергій Серьогін) —  Аліса (озвучка)
- 2013 — «Птах у клітці» (серіал; реж. Анатолій Григор'єв) —  Наташа, наречена Бориса
- 2013 — «Таємниця козацького храму» (художньо-публіцистичний; реж. Андрій Киор), «Адамаха Фільм» —  Дівчина біля храму
- 2014 — «Злочин у фокусі» (серіал; реж. Анатолій Григор'єв) —  дівчина з фотовиставки
- 2015 — «Офіцерські дружини» (серіал; реж. Дмитро Петрунь) — Тетяна Терехова
- 2016 — «Я люблю свого чоловіка» (серіал; виробництво Star Media) —  журналістка
- 2017 — «Фахівці» (серіал; реж. Олег Масленников) —  Анфіса Ткаченко
- 2018 — «Переплутані» (серіал; реж. В'ячеслав Нікіфоров, Анар Мамедов)
- 2019 — «Таємна любов» в Україні або «Випробування» в Росії (серіал; реж. Анатолій Григор'єв) —  Світлана
- 2019 — «Замок на піску» (серіал; реж. Олексій Гусєв) — «Оля»
- 2019 — «Любов без пам'яті» (серіал; реж. Андрій Комаров) — «Лора»
- 2020 — «Любов з ароматом кави» (серіал; реж. Олег Туранський)
- 2020 — «Сонячні дні» (серіал; реж. Олексій Морозов)
- 2020 — «Двоє над прірвою» (серіал; реж. Роман Полянський)
- 2021 — «Таємна любов 2» (Україна) або «Випробування 2» (Росія) (серіал; реж. Анатолій Григор'єв) —  Світлана
- 2021 — «В полоні у минулого» (серіал; реж. Олександр Мохов) — у виробництві
- 2021 — «Котики» (серіал; реж. Дмитро Петрунь) — у виробництві
- 2021 — «Врятувати Віру» — Ніна

## Нагороди та премії
| Рік  | Премія                   | Номінація               | Робота         | Результат |
| ---- | ------------------------ | ----------------------- | -------------- | --------- |
| 2002 | Людина року              | Дитина року             |                | Перемога  |
| 2013 | Фаворити Успіху          | Молодий талант року     |                | Перемога  |
| 2017 | Реальна премія Music Box | Креатив року            | «Хочу я баса»  | Номінація |
| 2019 | Музична платформа        | Пісня року              | «VOVA»         | Перемога  |
| 2020 | Музична платформа        | Пісня року              | «Голый король» | Перемога  |
| 2021 | Українська пісня року    | Надія української пісні | «Рушничок»     | Перемога  |